# Begonia longirostris
Begonia longirostris là một loài thực vật có hoa trong họ Thu hải đường. Loài này được Benth. mô tả khoa học đầu tiên năm 1845.